# Carl Ridderstolpe
Carl von Frischen, adlad Ridderstolpe, född 22 maj 1684 på Ullavi i Sköllersta socken i Närke, död 14 september 1762 i Stockholm, var en svensk friherre, sjömilitär och ämbetsman.
Ridderstolpe var son till ryttmästaren vid svenska livregementet till häst, livländaren Peter von Frischen och den svenska adelsdamen Sara Clerck. 1697 blev han volontär vid Amiralitet, och steg därefter i graderna från archlimästare till amiralitetskapten, samt deltog i flera drabbningar med örlogsflottan och skaffade sig erfarenhet från flera utländska flottor, innan han år 1715 adlades med namnet Ridderstolpe. Han blev därefter holmmajor i Stockholm och kommendör vid Jaktvarvet, viceamiral och chef för Stockholmseskadern. År 1754 lämnade han flottan och blev president i Statskontoret.
Ridderstolpe blev 1748 kommendör av stora korset av Svärdsorden och 1755 serafimerriddare. Han upphöjdes år 1751 till friherre.
Ridderstolpe var gift med Margareta Gyllenkrook samt far till Carl Johan Ridderstolpe, Fredrik Vilhelm Ridderstolpe och Ulrika Eleonora Ridderstolpe.